# La Chapelle-Gaudin
La Chapelle-Gaudin è un comune francese soppresso di 223 abitanti situato nel dipartimento delle Deux-Sèvres nella regione dell'Aquitania-Limosino-Poitou-Charentes.
Dal 1º gennaio 2016, assieme ai comuni di Argenton-les-Vallées, Le Breuil-sous-Argenton, La Coudre, Moutiers-sous-Argenton e Ulcot forma il nuovo comune di Argentonnay, del quale è comune delegato.

## Società

### Evoluzione demografica
Abitanti censiti